# 豊水すすきの駅
豊水すすきの駅（ほうすいすすきのえき）は、北海道札幌市中央区南6条西2丁目にある、札幌市営地下鉄東豊線の駅である。駅番号はH09。

## 概要
東豊線開業時から1994年の当駅 - 福住間延伸開業までは南側の終点となっていたため、大通側に両渡り式転轍機が置かれており、折り返し運転が行われていた。
駅構内には東豊線乗務区があり、当駅で乗務員の交代が行われる。

### 南北線・札幌市電との乗り換え
豊水すすきの駅から300 mほど西側に地下鉄南北線のすすきの駅と札幌市電のすすきの停留場がある。
すすきの駅と豊水すすきの駅は地下通路などで直接接続しておらず、両駅を介した東豊線と南北線の乗り換えはできない。
一方、札幌市電のすすきの停留場・狸小路停留場・西4丁目停留場が地下鉄すすきの駅・豊水すすきの駅・大通駅の乗継指定停留場として設定されているため、これらの駅で地下鉄南北線・東豊線と札幌市電との相互乗り換えが可能となっている。当初はすすきの停留場のみがすすきの駅・豊水すすきの駅との乗継指定停留場だったが、2015年（平成27年）12月20日の都心線開通に伴う市電のループ化により、現在の形に変更された。

### 駅名について
着工前の1981年時点では「創成南」の仮駅名で、その後1985年時点で「すすきの」の仮駅名で南北線との連絡駅とする計画とし、その後「新すすきの」「すすきの東」「豊水」の3案が地元から要望され、
「新すすきの」案についてはすすきの観光協会や飲食店関係者からは「『新』が付くと今のすすきのに古臭いイメージが付く」としたため、市側は1987年2月末に正式駅名を「豊水」として提示した。地区名を冠し豊水小学校が近い事から地域に根ざす意味合いを込め豊水としたものの、すすきの側は「すすきの」を外されたことに強く反発、一方豊水地区第11町内会ら豊水側は「豊水」を推したために、1987年2月に東豊線の正式駅名が全て決まっても当駅だけは決まらずに混迷を極めた。最終的には両者が話し合い、駅名を豊水すすきのとして1987年4月に申請、同年6月19日までに決定した。
当初、車内放送のアナウンスは豊水すすきのの「ほ」にアクセントをつけて発音していたが、地域住民の要望により、2009年より平板なアクセントの発音に変更された。

## 歴史
- 1988年（昭和63年）12月2日：札幌市営地下鉄東豊線の栄町駅 - 豊水すすきの駅間の開業と同時に開業[1][2]。札幌市電すすきの停留場が乗継指定停留場に設定される[報道 1]。
- 1994年（平成6年）10月14日：豊水すすきの駅 - 福住駅間の延伸開業に伴い、中間駅となる[9]。
- 2015年（平成27年）12月20日：札幌市電都心線（西4丁目停留場 - すすきの停留場間が開通[報道 1][新聞 1]。当駅が東豊線と市電すすきの停留場との乗継指定駅となる。南北線との乗り換えは引き続き不可能。
- 2016年（平成28年）11月：可動式ホーム柵が設置され、稼働開始。

## 駅構造
地下1階に改札口、地下2階に1面2線の島式ホームがある。北側には両渡り式転轍機が設置されている。
出口は7ヶ所あり、地上へのエレベーターは6番出口にある。
学園前駅方に豊平川の異常出水の際にホームの水没を防ぐ防水扉が設けられている。

### のりば
| ホーム | 路線   | 行先                     |
| ------ | ------ | ------------------------ |
| 1      | 東豊線 | 美園・福住方面           |
| 2      | 東豊線 | 大通・さっぽろ・栄町方面 |

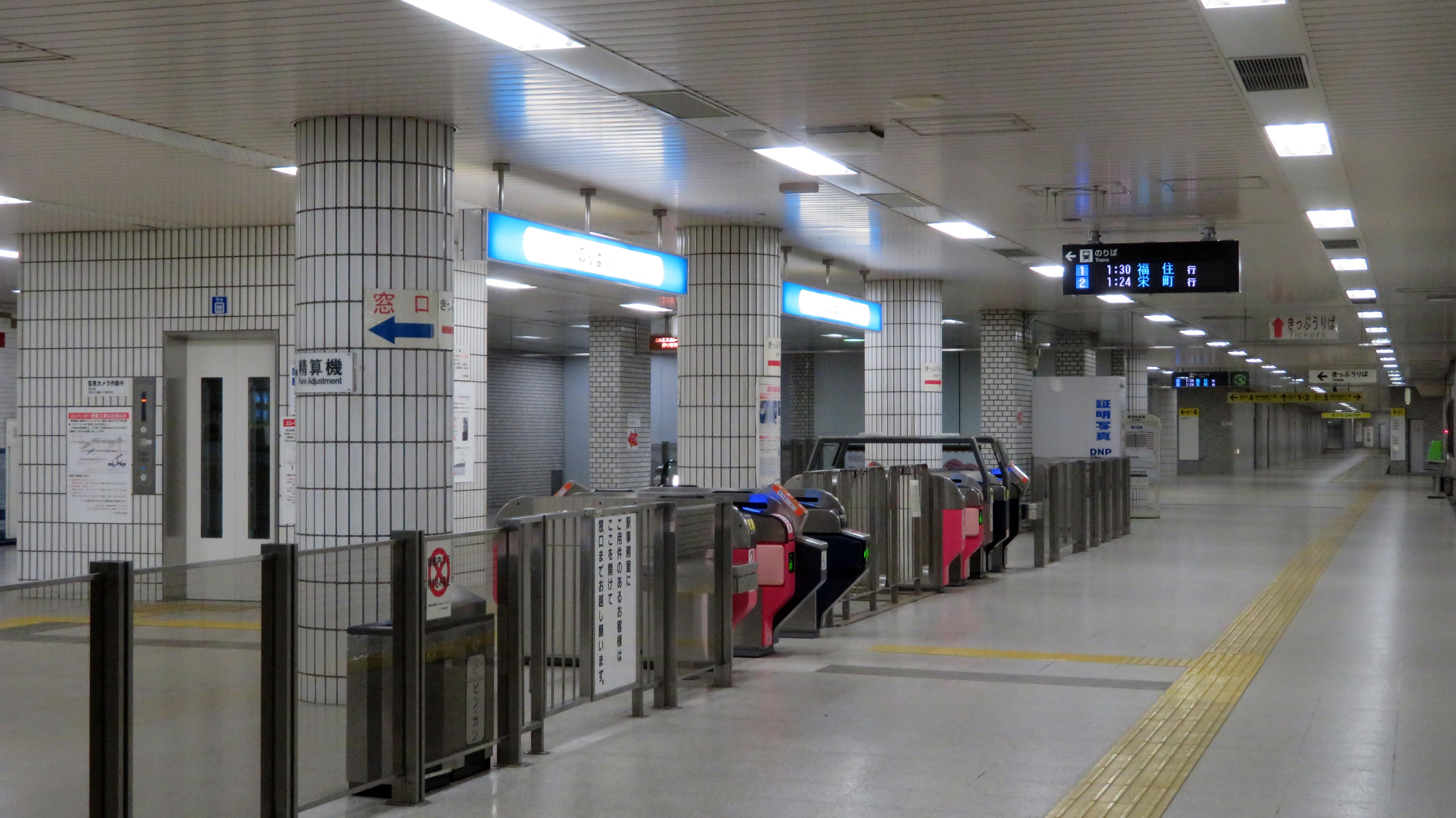
改札口
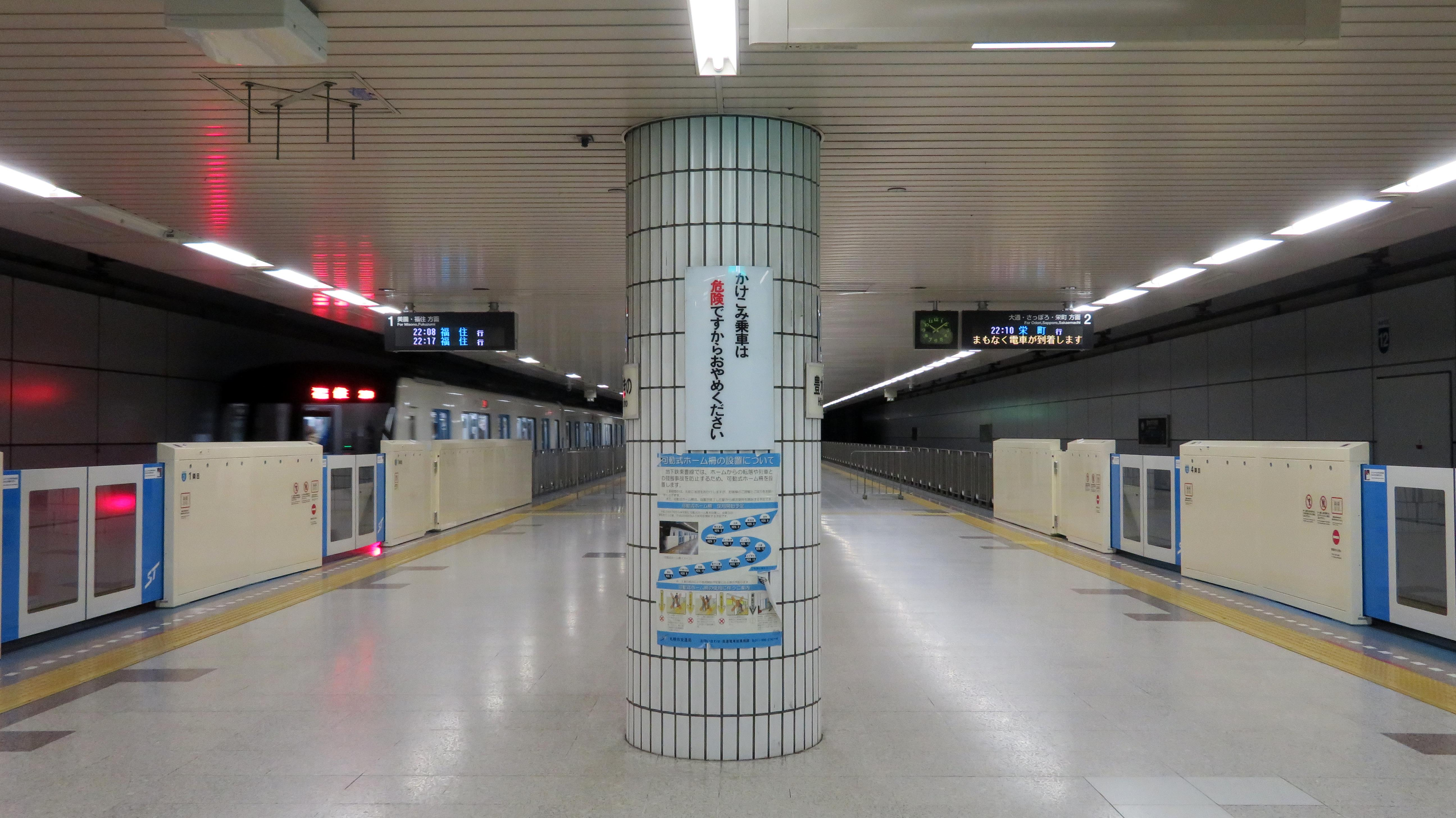
ホーム
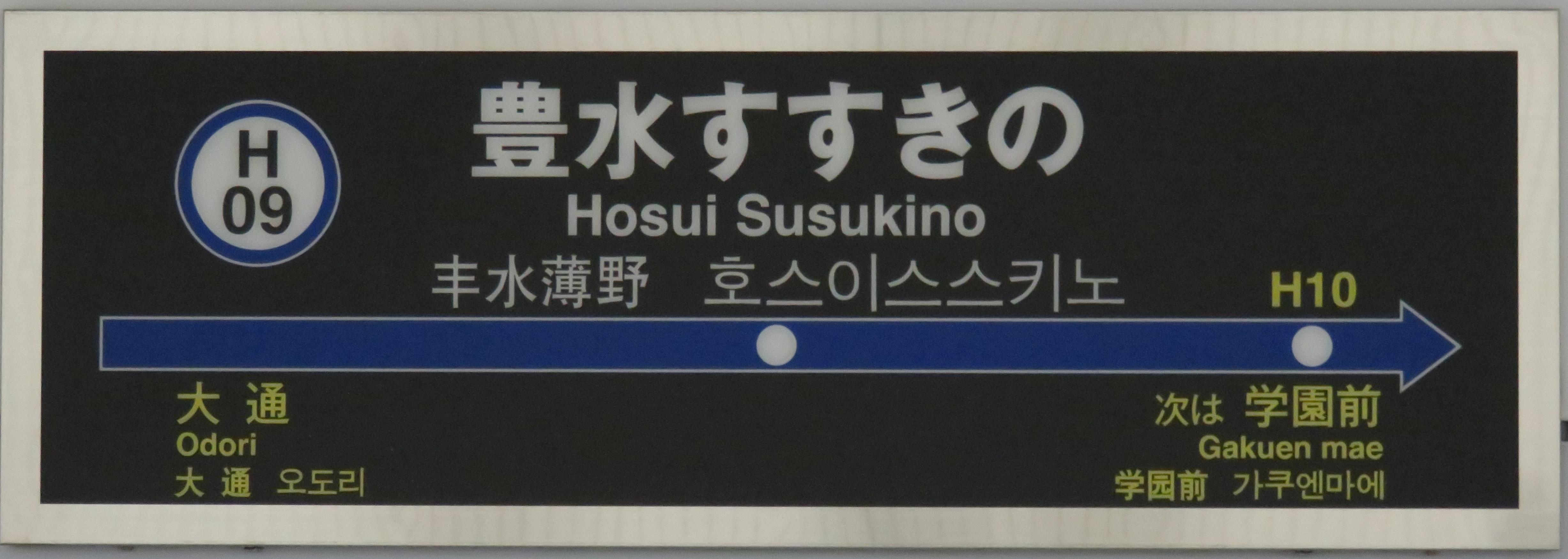
駅名標

## 利用状況
札幌市交通局によると、2022年度の1日平均乗車人員は6,463人である。
近年の1日平均乗車人員の推移は以下の通りである。
| 年度               | 1日平均 乗車人員 | 出典   |
| ------------------ | ---------------- | ------ |
| 1994年（平成06年） | 3,680            | [ 12 ] |
| 1995年（平成07年） | 5,979            | [ 12 ] |
| 1996年（平成08年） | 5,975            | [ 12 ] |
| 1997年（平成09年） | 5,707            | [ 12 ] |
| 1998年（平成10年） | 5,630            | [ 12 ] |
| 1999年（平成11年） | 5,710            | [ 12 ] |
| 2000年（平成12年） | 5,760            | [ 12 ] |
| 2001年（平成13年） | 6,122            | [ 12 ] |
| 2002年（平成14年） | 6,371            | [ 12 ] |
| 2003年（平成15年） | 6,321            | [ 13 ] |
| 2004年（平成16年） | 6,295            | [ 13 ] |
| 2005年（平成17年） | 6,326            | [ 13 ] |
| 2006年（平成18年） | 6,561            | [ 13 ] |
| 2007年（平成19年） | 6,652            | [ 13 ] |
| 2008年（平成20年） | 6,843            | [ 13 ] |
| 2009年（平成21年） | 6,687            | [ 13 ] |
| 2010年（平成22年） | 6,679            | [ 13 ] |
| 2011年（平成23年） | 6,603            | [ 14 ] |
| 2012年（平成24年） | 6,875            | [ 14 ] |
| 2013年（平成25年） | 7,131            | [ 14 ] |
| 2014年（平成26年） | 7,488            | [ 14 ] |
| 2015年（平成27年） | 7,922            | [ 14 ] |
| 2016年（平成28年） | 8,132            | [ 15 ] |
| 2017年（平成29年） | 8,156            | [ 15 ] |
| 2018年（平成30年） | 8,366            | [ 16 ] |
| 2019年（令和元年） | 8,252            | [ 16 ] |
| 2020年（令和02年） | 4,479            | [ 17 ] |
| 2021年（令和03年） | 4,731            | [ 17 ] |
| 2022年（令和04年） | 6,463            | [ 17 ] |

## 駅周辺
歓楽街「すすきの」の一角を形成している一方、周辺にはマンションも多く立ち並び、住宅街の要素も併せ持つ。近隣に寺院が多いのも特徴。
- 札幌市営地下鉄南北線 すすきの駅
- 国道36号[10]
- 豊水まちづくりセンター[10]
- 中央警察署薄野交番[10]
- 札幌南三条郵便局
- 札幌南四条郵便局[10]
- 北海道銀行薄野支店
- 苫小牧信用金庫札幌支店
- 北緣山廣度院新善光寺（浄土宗）
- 實相山中央寺（曹洞宗）
- サテライト札幌（Aiba札幌中央併設）
- 札幌 東急REIホテル
- フェアフィールド・バイ・マリオット札幌（旧・札幌東武ホテル）
- ANAホリデイ・イン札幌すすきの
- ホテルホワイトイン6・2
- アパホテル札幌すすきの駅前
- ダイワロイネットホテル札幌すすきの
- コンフォートホテル札幌すすきの
- メルキュールホテル札幌
- 狸小路商店街[10]
- ジャスマックプラザ
- 吉田学園医療歯科専門学校
- 専門学校北海道リハビリテーション大学校

## バス路線
じょうてつが「豊水すすきの駅前」停留所を設置していたが、2013年（平成25年）4月1日の系統廃止により発着路線がなくなっている。

## その他
- 駅スタンプは豊水すすきの駅のイニシャルHの中に新渡戸稲造顕彰碑が描かれている[20]。

## 隣の駅
札幌市営地下鉄
 東豊線
大通駅 (H08) - 豊水すすきの駅 (H09) - 学園前駅 (H10)